# Friederike Caroline von Sachsen-Coburg-Saalfeld

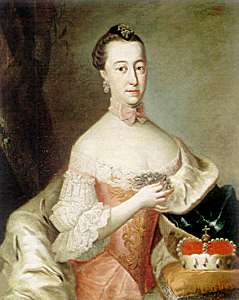
Friederike Caroline von Sachsen-Coburg-Saalfeld, Markgräfin von Brandenburg-Ansbach und Bayreuth

Friederike Caroline von Sachsen-Coburg-Saalfeld (* 24. Juni 1735 in Coburg; † 18. Februar 1791 auf Unterschwaningen) war eine Prinzessin von Sachsen-Coburg-Saalfeld und durch Heirat letzte Markgräfin von Brandenburg-Ansbach und Bayreuth.

## Leben
Friederike Caroline war eine Tochter des Herzogs Franz Josias von Sachsen-Coburg-Saalfeld (1697–1764) aus dessen Ehe mit Anna Sophia (1700–1780), Tochter des Fürsten Ludwig Friedrich I. von Schwarzburg-Rudolstadt.
Sie heiratete am 22. November 1754 in Coburg Markgraf Karl Alexander von Brandenburg-Ansbach und Bayreuth (1736–1806). Die Ehe war aus dynastischen Gründen geschlossen worden. Zwar galt Friederike als tugendhaft, sanft, wohltätig und fromm, Karl Alexander fand aber seine Gemahlin unansehnlich, ungebildet und langweilig. Die Ehe blieb kinderlos, Karl Alexander schob seine Gattin nach Schloss Schwaningen in Unterschwaningen ab und wandte sich seiner Geliebten Elizabeth Craven zu.
Friederike Carolines Bruder Friedrich Josias verdankte seiner Schwester die Aufnahme in das Regiment seines Schwagers als Rittmeister, was zum Ausgangspunkt seiner glänzenden Militärkarriere wurde.
Nach Friederike Carolines Tod legte ihr Mann die Regierung nieder, verließ das Land und heiratete seine englische Geliebte. Friederike Caroline wurde am 25. Februar 1791 in der Gumbertuskirche in Ansbach bestattet.